# Schwanden bei Brienz
Schwanden bei Brienz (hasta 1911 llamada oficialmente Schwanden) es una comuna suiza del cantón de Berna, situada en el distrito administrativo de Interlaken-Oberhasli. Limita al norte con las comunas de Flühli (LU) y Giswil (OW), al este con Hofstetten bei Brienz, y al sur y oeste con Brienz.
Hasta el 31 de diciembre de 2009 situada en el distrito de Interlaken.